# Joe Cordina
Joe Cordina est un boxeur gallois né le 1er décembre 1991 à Cardiff.

## Carrière
Champion britannique des poids légers en 2019, il devient champion du monde des poids super-plumes IBF le 4 juin 2022 après sa victoire pas KO au second round contre Kenichi Ogawa.
Cordina, blessé avant la défense de son titre prévue le 5 novembre suivant, est destitué par l'IBF le 3 octobre 2022. Il remporte à nouveau ce titre le 22 avril 2023 en battant aux points Shavkatdzhon Rakhimov, titre qu'il conserve le 4 novembre suivant face à Edward Vazquez avant de perdre par arrêt de l'arbitre au 8e round contre l'Irlandais Anthony Cacace le 18 mai 2024.